# Todos en el número 20
Todos en el número 20 (All at No. 20) es una serie de televisión británica, producida por la Thames Television, y emitida en su país de origen por la cadena de televisión ITV en los años 1986 y 1987. En España, la serie se emitió por completo por la primera cadena de Televisión Española entre el 8 de septiembre y el 24 de noviembre de 1989.

## Sinopsis
La serie se centraba en una viuda, Sheila Haddon, interpretada por Maureen Lipman (conocida por su rol en la película de 1983 Educando a Rita), cuyo marido había fallecido 18 meses antes, y, lo que era aún peor, lo había hecho sin seguro de ningún tipo, por lo que a la muerte de su marido además se la añadía a Sheila una situación económica bastante precaria, ya que debía seguir contribuyendo al pagamiento de la hipoteca de su casa (localizada en el número 20 de una calle londinense), por lo cual, para ayudarla a llegar a fin de mes, Sheila decide alquilar las habitaciones vacías de su casa a jóvenes huéspedes.
Sheila encarga a su hija de 20 años, Mónica (Lisa Jacobs), una estudiante de diseño, buscar nuevos huéspedes, y trae a casa gente de todo tipo, entre ellos su amiga de la academia Carol (Gabrielle Glaister), el joven médico Henry (Martin Clunes), el DJ Chris (Gregory Doran), y el escocés Hamish (David Bannerman). En la segunda temporada Henry se queda, mientras que Carol, Chris y Hamish son reemplazados por Candy (Carol Hawkins) y Frankie (Desmond McNamara), quién acababa de salir de la cárcel.
A pesar de haber conseguido los inquilinos que necesitaba, la acumulación de tanta gente hace muy difícil a Sheila llevar a cabo su deseo de poder llevar una vida tranquila. Además de esto, Sheila se ve obligada a buscar empleos temporales, y aún a todo esto se le añade además los intentos de conquista de la que Sheila es objeto por parte de un viejo amigo de los Haddon, Richard Beamish (Gary Waldhorn), quien le propone la mano en matrimonio al final de la primera temporada, a lo cual ella declina.

## Episodios
- Primera temporada: Consta de seis episodios emitidos originalmente entre el 10 de febrero y el 17 de marzo de 1986.

- Segunda temporada: Consta de seis episodios emitidos originalmente entre el 27 de octubre y el 1 de diciembre de 1987.